# خیابان جمهوری اسلامی
خیابان جمهوری اسلامی که پیش‌تر با نام خیابان شاه‌آباد شناخته می‌شد، خیابانی غربی-شرقی در مرکز تهران است که از خیابان رودکی آغاز شده و تا میدان بهارستان امتداد دارد. خیابان‌های اصلی و فرعی بسیاری در تقاطع با این خیابان هستند که برخی از آن‌ها همچون خیابان ولی‌عصر و کارگر جنوبی تغییر نام داده‌اند و برخی دیگر مانند لاله‌زار، صفی‌علی‌شاه، ملت و اکباتان بر نام‌های دیرین خود باقی مانده‌اند.
خیابان جمهوری اسلامی، جزو مناطق ممنوعه پرواز به حساب می‌آید. این خیابان از غرب آن به ترتیب، ایستگاه مترو شهید نواب صفوی، ایستگاه متروی میدان انقلاب اسلامی، ایستگاه مترو تئاتر شهر، ایستگاه مترو فردوسی، ایستگاه مترو سعدی و در انتها با ایستگاه مترو بهارستان قابلیت دسترسی دارد.

## نام‌های پیشین
پیش از انقلاب بخش‌های مختلف این خیابان نام‌های جداگانه‌ای داشته‌است که بدین ترتیب بوده‌اند:
- از تقاطع خیابان رودکی تا تقاطع خیابان ولیعصر یا پهلوی پیشین (سه‌راه یا در واقع چهارراه شاه)، خیابان شاه نامیده می‌شد.[۴][۵]
- از تقاطع خیابان ولیعصر تا تقاطع خیابان فردوسی (چهارراه استانبول)، خیابان نادری نام داشت.[۶]
- از تقاطع خیابان فردوسی تا تقاطع خیابان سعدی (چهارراه مخبرالدوله)، خیابان استانبول نامیده می‌شد.
- از تقاطع خیابان سعدی تا میدان بهارستان، خیابان شاه‌آباد نام داشت.

## پیشینه و معماری

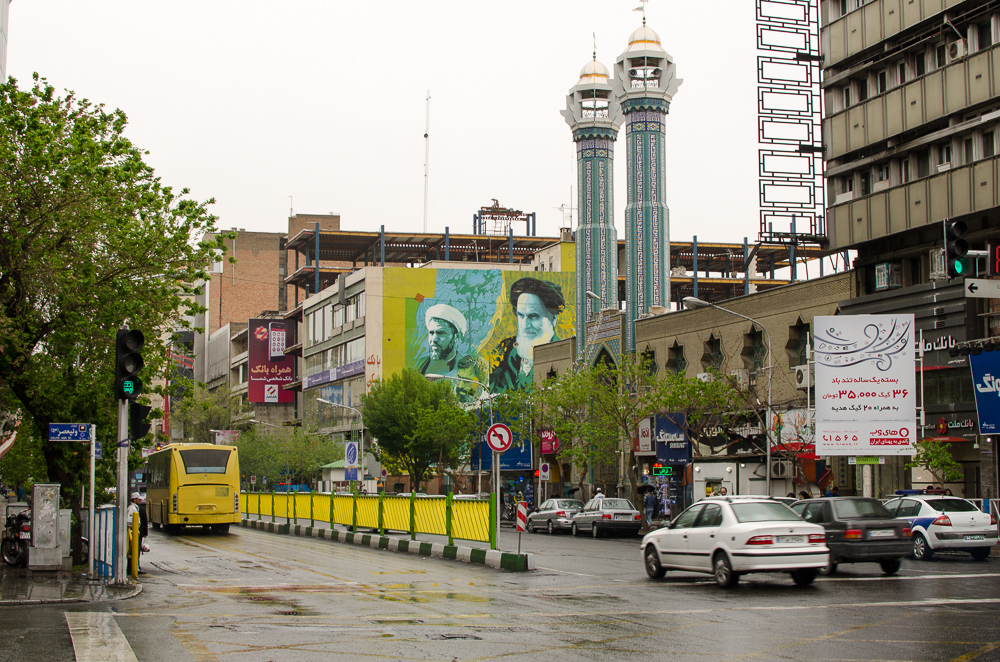
خیابان جمهوری اسلامی - تهران

اقتباس و الگوگیری از معماری غرب در دهه‌های ۱۳۰۰ و ۱۳۱۰ در دورهٔ رضاشاه و بعدتر در دورهٔ محمدرضاشاه بر ساختمان‌های آن کاملاً آشکار است. بعدها جنبش‌هایی چون نوگرایی، ساختارگرایی و آینده‌گری، که الگویی مساعد برای توسعهٔ شهری بود.
پیرامون اشراف معماران آن زمان بر اصول و جزئیات معماری وقت، چنین آمده‌است:
نمونه‌هایی که از روی الگوهای خارجی اجرا شده‌است خود، دلیل بر اشراف معماران آن زمان بر مبانی، اصول و حتی بسیاری از جزئیات و ریزه‌کاری‌های مربوط به شیوه‌های معماری غربی است.

این شیوه‌ها از یک سو از قابلیت انعطاف مناسبی در زمینه طراحی برخوردارند و از سوی دیگر، زمینه هماهنگی‌های لازم را بین ساختمان‌های مجاور یکدیگر فراهم می‌آورند، به نحوی که در ضمن حفظ هویت هر بنا، مجموعه‌ای منسجم و یک‌دست را در حاشیه خیابان ایجاد می‌کردند. این ساختمان‌ها حتی اگر به شیوه‌های مختلف طراحی شده باشند، از تفاوت‌های ناهنجار به دور بوده و اشکال یک‌نواخت و کسل‌کننده نیز ندارند.
ساختمان‌های خیابان‌های تازه‌ساز آن دوره چون ساختمان‌های بخش‌هایی از پهلوی (ولی‌عصر)، خیابان قوام (سی تیر)، خیابان سپه (امام‌خمینی)، خیابان شاه (جمهوری اسلامی)، خیابان کاخ (فلسطین) و لاله‌زار و بسیاری دیگر از خیابان‌های اصلی و فرعی عمدتاً تحت تأثیر سبک‌های اوایل مدرن، هنر نو و آرت دکو بودند.
در آن دوره، بیشینهٔ ساختمان‌های شهر تهران با شیوهٔ معماری اوایل مدرن ساخته شده بود. «سطوح صاف و یک دست در قالب شکستگی‌ها، فرورفتگی‌ها و بیرون زدگی‌ها»، در نمای ساختمان‌ها تنوعی درخور به وجود آورد. «بالکن‌های بیرون زده یا عقب نشسته، اتاق‌های جلو آمده، و استفاده از حجم‌ها متفاوت که هماهنگ شده بودند»، همه در این ساختمان‌ها دیده می‌شدند.

### ساختمان‌های دولتی و آموزشی
بسیاری از ساختمان‌های دولتی و آموزشی نیز در این دوره ساخته‌شدند که بیشینهٔ آن‌ها تأثیرگرفته از شیوهٔ معماری نئوکلاسیک خردگرا بودند.
ساختمان‌های بسیاری در خیابان جمهوری اسلامی و لاله‌زار چون مهمان‌سرای لاله، مدرسهٔ اتفاق در خیابان انقلاب و ساختمان‌های تجاری نبش انقلاب و صبا، که قسمتی از دانشکدهٔ هنر و معماری دانشگاه آزاد اسلامی تهران است و خیلی از بناهای خیابان انقلاب اسلامی (که در زمان رضاشاه، نخستین خیابان اصلی به شیوهٔ اروپایی بوده‌است)، همگی زیر تأثیر مکتب هنر نو بوده‌اند.

## میدان جمهوری اسلامی

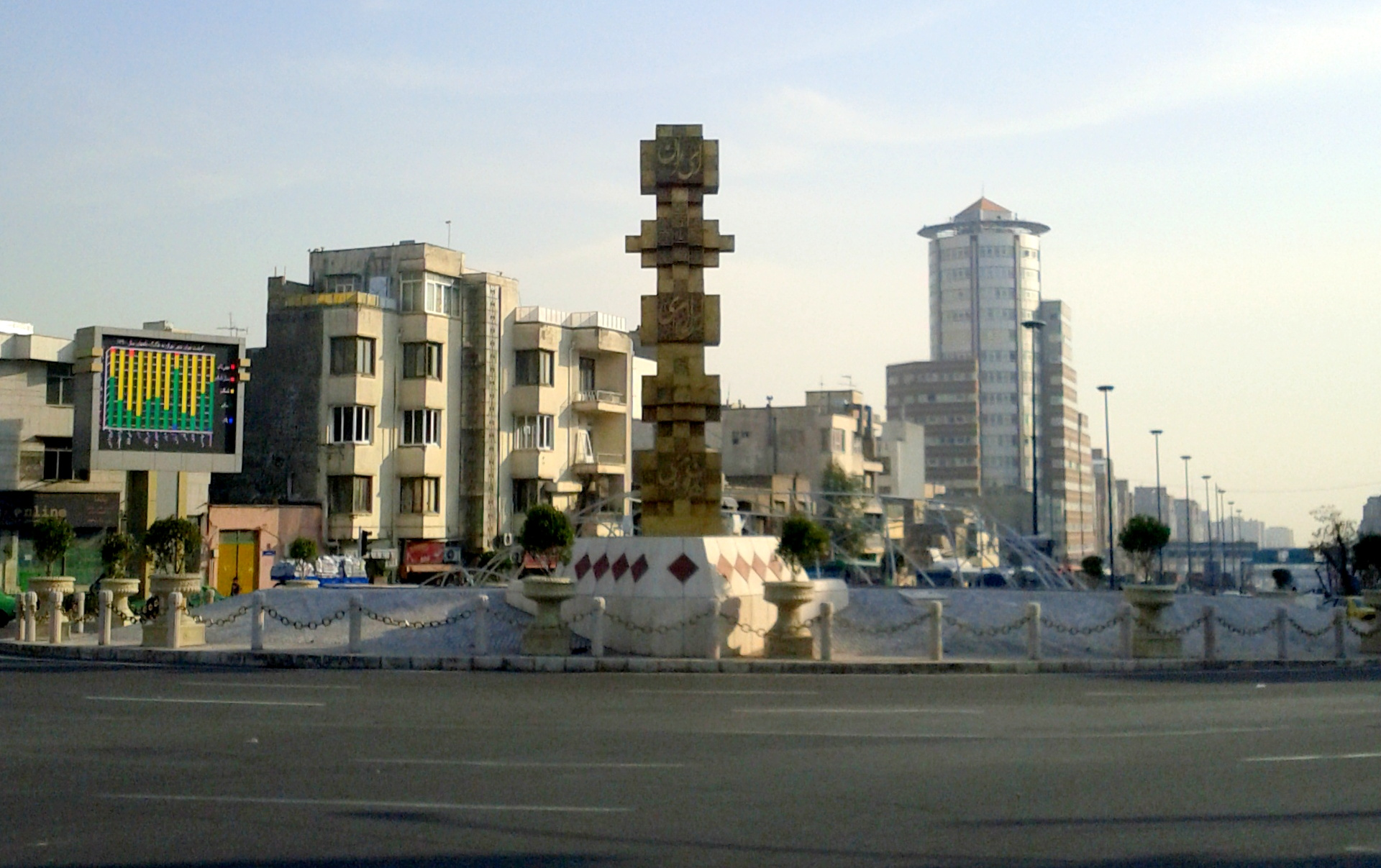
میدان جمهوری اسلامی

میدان جمهوری اسلامی از طریق خطوط اتوبوس‌رانی گوناگون به مقاصد شمال و غرب می‌رسد. گراگرد این میدان در آغاز خیابان جمهوری اسلامی، صنف‌های گوناگونی که خانه‌دارها در زندگی روزانه با آن سروکار پیدا می‌کنند وجود دارند، چون میوه و تره‌بار فروشی، پوشاک‌فروشی، نانوایی و دست‌فروش‌هایی که میوه‌های نوبرانه و خشکبار را به فروش می‌رسانند.

## تقاطع‌ها و مکان‌های مهم در دوسوی خیابان
خیابان اسکندری جنوبی نخستین تقاطع می‌باشد که نمایندگی فروشگاه‌های زنجیره‌ای پاتن‌جامه را در خود جای داده‌است.
خیابان باستان دومین تقاطع می‌باشد که این تقاطع شروع راستهٔ پلاستیک فروشی‌های متعدد و معروف این خیابان است.
تقاطع اصلی دیگر خیابان جمالزاده می‌باشد که وجود مبل‌فروشی‌ها در آن، زمینهٔ ایجاد فروشگاه‌های پارچه‌مبلی را پیش آورده‌است. مغازه‌های زرین ملامین، آینه، و شمعدان فروشی‌ها در کنار مبل‌فروشی‌ها می‌باشند.
مسجد امام‌سجاد، نبش خیابان فخررازی قرار دارد که ساختمان آن در سال ۱۳۲۶ گشایش یافت.
در تقاطع ابوریحان، وایت وستینگ هاوس (برای لوازم خانگی) و مرکز اطلاعات اورژانس تهران و سینما جمهوری نیاگارا (که متعلق به هنرپیشهٔ قدیم ایران، محمدعلی فردین بوده) وجود دارند. نمایندگی‌ها و فروشگاه‌های چرخ‌خیاطی چون ژوکی یا خیبر در این مسیر هستند که ویژهٔ سری‌دوزها و تولیدی‌های پوشاک می‌باشند.
در تقاطع فلسطین، بورس پارچه و تریکو می‌باشد که در گذشته در بازار بزرگ تهران بوده‌اند.
مسجد جامع جمهوری اسلامی، که پیش از انقلاب پارکینگی متعلق به یک روحانی بود، در سال ۱۳۷۲ به دستور آیت الله خمینی، توسط کمیتهٔ امداد امام‌خمینی به مسجد تبدیل شد. در روبروی مسجد، فروشگاه رفاه جای دارد.
این بخش از خیابان جمهوری اسلامی (از تقاطع خیابان ولیعصر تا چهارراه استانبول) در سال ۱۳۰۹ خورشیدی نامی نداشته‌است، اما برای ۴۰ سال به خیابان نادری معروف بود، که پس از انقلاب نام جمهوری اسلامی را بر خود گرفت. در این بخش از خیابان جمهوری اسلامی، مرکزی برای لوازم صوتی و تصویری و ارتباطی است که نمایندگی‌های بزرگی چون سامسونگ، ال‌جی، سونی و پاناسونیک در آن دیده می‌شوند. بورس لوازم ارتباطی چون تلفن، موبایل و همچنین وسایل آشپزخانه‌های صنعتی و کارگاهی، چون سماورها، یخچال‌ها و چرخ‌گوشت‌های صنعتی در این منطقه به چشم می‌آیند. از ساختمان‌های پراهمیت این ناحیه می‌توان به ساختمان فرقانی و ساختمان امجد اشاره کرد که حدود ۱۳۰۰۰ مترمربع گستردگی داشته و دارای ۴ طبقه می‌باشد که بورس لوازم و قطعات الکترونیکی می‌باشد.

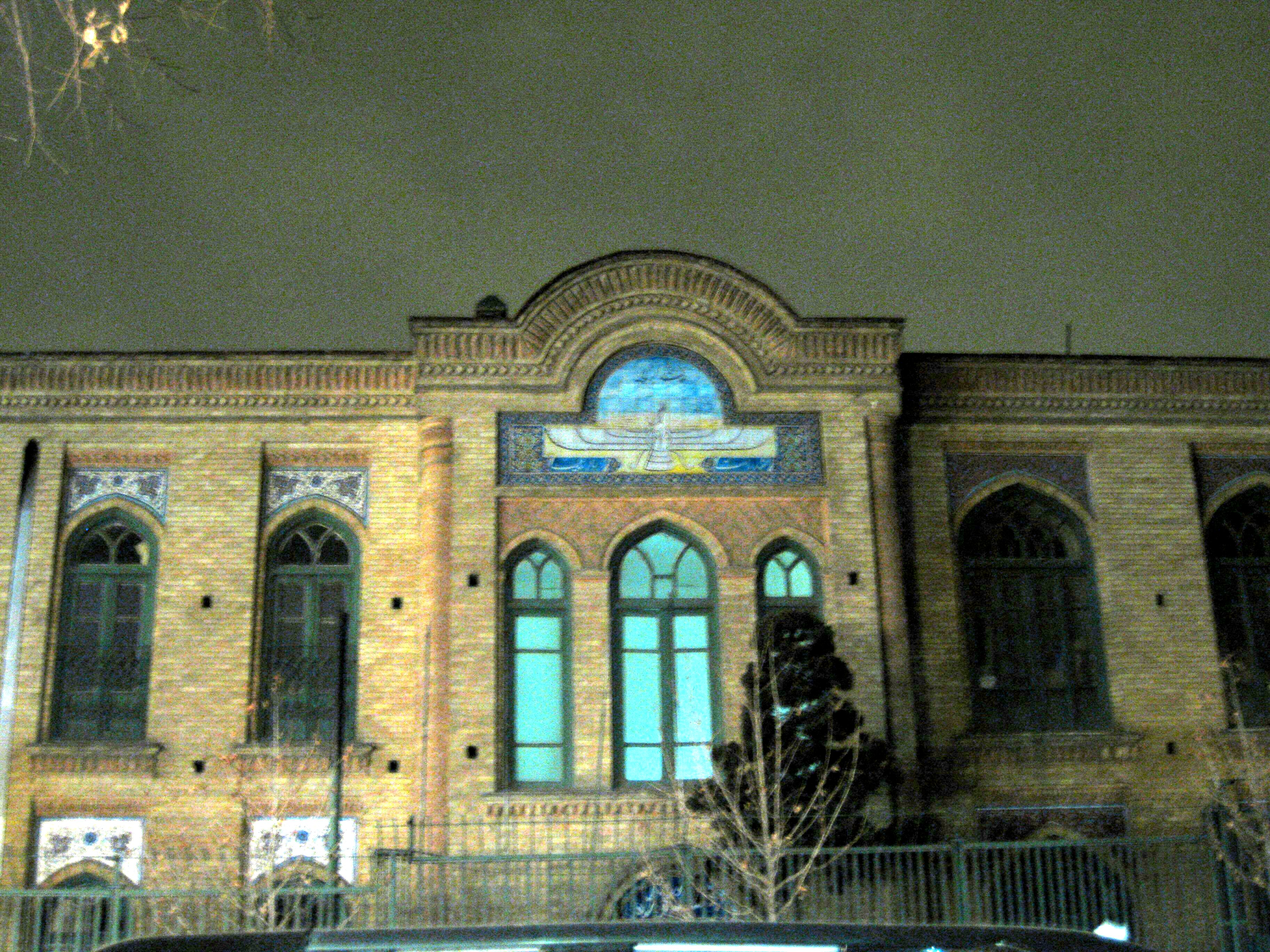
دبیرستان فیروز بهرام زرتشتیان در تهران

به دلیل سکونت زرتشتیان در خیابان میرزا کوچک‌خان جنگلی، دبیرستان فیروز بهرام و آدریان، و پرستشگاه زرتشتیان قرار دارد. پیش از تأسیس این مدرسه در ۱۸ اردیبهشت ۱۳۱۱، محل مدرسه در خیابان مسعود سعدتوان بود که نام آن بعدها به جمشید تغییر کرد. از افرادی که در این مدرسه درس خوانده‌اند به حسن‌علی منصور، نخست‌وزیر دوران پهلوی و جواد منصور و هوشنگ نهاوندی، رئیس دانشگاه تهران می‌توان اشاره کرد. از کارهای مهم پس از ساخت انجمن زرتشتیان تهران، ساخت بنای آدریان تهران بود که در ۱۲۹۶ پایان یافت. سنگ‌بنای آدریان، هم‌زمان با سنگ‌بنای دبستان ایرج انجام شد.
درمانگاه و کتاب‌خانهٔ یگانگی و دبیرخانهٔ انجمن، در پشت آدریان تهران جای دارد که اسفندیار یگانگی، بانی مجموعه می‌باشد.
کافهٔ نادری که زمانی پاتوق کسانی چون صادق هدایت، جلال آل‌احمد و صادق چوبک و همهٔ کسانی که در دههٔ ۱۳۴۰، بر علم و فرهنگ ایران تأثیرگذار بوده‌اند. این کافه هنوز هم پابرجاست و مشتریان زیادی دارد.
در تقاطع فردوسی و در ضلع جنوب غربی خیابان، بنایی قدیمی قرار دارد که اکنون پس از بازسازی مربوط به بانک صادرات ایران شعبهٔ فردوسی می‌باشد. در ضلع شمال شرقی هم فروشگاه پارکر قرار دارد که مدت ۳۰ سال به فروش انواع قلم‌های خارجی می‌پرداخت. فروشگاه برق لامع، نبش فروشگاه بزرگ و ساختمان پلاسکو، که از سال ۱۳۱۰ تاکنون به فروش انواع حوله‌ها می‌پردازد، قرار دارد.
ماهی‌فروشی‌ها که میان چهارراه استانبول و میدان استقلال جای دارند، در ضلع جنوبی خیابان به فروش آبزیان و ماهی‌های تازه می‌پردازند.
در ضلع شمالی خیابان مسجد هدایت واقع است. در کتاب اول دربارهٔ این مسجد چنین آمده:
مسجد هدایت، در ضلع شمالی خیابان واقع است که به مسجد مخبرالدوله یا کمال هدایت و تکیه علی قلی معروف است. این مسجد در زمان گذشته ناصری، مسجد گذرگاهی بوده‌است. قسمت‌هایی از ملک و مسجد که یتیم‌خانه و درمانگاه بوده، طبق وصیت مخبرالدوله، ۳۰ سال بعد از فوت او به این مکان‌ها اضافه شده‌است. هنگامی که آیت‌الله طالقانی پیشنماز مسجد شد، مسجد از حالت گذرگاهی درآمد. سپس توسط شیخ علی تهرانی این مکان‌ها جزو مسجد قرار گرفت و مسجد را بزرگ‌تر کردند. در نمای بیرونی مسجد آیه‌هایی از قرآن به خط زرین الخط در سال ۱۳۴۴ه‍. ش، بر کتیبه‌هایی نوشته شده و با نقوش گل و ترنج تقسیم‌بندی و بر سر در ورودی مسجد نیز شعری از محمد علی صغیر نوشته شده‌است. داخل مسجد ۲۵ قبر خانوادگی واقع است که پس از گسترش مسجد، سنگ قبرها در داخل رواق‌ها افتاد و در فضایی نگه‌داری می‌شود و تنها سنگ قبر سازنده مسجد به‌طور ایستا (عمودی) بر دیوار قرار گرفته‌است که به دلیل رنگ بسیار روشن و تا حدودی فرسودگی سطح سنگ به سختی و با نور پردازی خاص اشعاری را که بر روی سنگ حک شده‌است می‌توان خواند.